# 枝野幸男
枝野 幸男（えだの ゆきお、1964年〈昭和39年〉5月31日 - ）は、日本の政治家、弁護士。立憲民主党所属の衆議院議員（11期）。立憲民主党最高顧問、衆議院憲法審査会会長。
旧・民主党政策調査会長（第3代）、民主党政策調査会長（第6代）、内閣官房長官（第79代）、外務大臣（第140代）、内閣府特命担当大臣（沖縄及び北方対策担当）、経済産業大臣（第16代）、内閣府特命担当大臣（原子力損害賠償支援機構担当）、民進党幹事長（初代）、旧・立憲民主党代表（初代）、立憲民主党代表（初代）、衆議院決算行政監視委員長などを歴任した。

## 来歴

### 生い立ち・学生時代
栃木県宇都宮市出身。サラリーマン家庭に生まれる。
祖父が尊敬していた憲政の神様である尾崎行雄にあやかり、男の初孫である枝野には「ゆきお」という名前をつけろと父が祖父から言われていて、字は違うが画数の良いものとして"幸男"と名付けたというのが名前の由来である。自身の名前の由来を聞かされたことが影響し、物心がついた頃から政治家を志していた。
宇都宮市立峰小学校在学時は児童会長を、宇都宮市立陽東中学校在学時は生徒会長を務めた。生徒会長の選挙では劣勢であったが演説後、体育館の2階踊り場からひたすら投票を訴える熱血ぶりを見せ当選した。栃木県立宇都宮高等学校時代は校内の弁論大会で3年連続優勝した。弁論大会では環境問題や労働問題、公務員や日本教職員組合を演題にしていた。また中学・高校と合唱部に所属し、中学2年・3年では2年連続でNHK全国学校音楽コンクールで全国優勝している。
高校卒業後は東北大学法学部に進学（同期に森まさこらがいる）。法曹界を目指すことになった。東北大学では憲法学者の小嶋和司のゼミに所属、ここで憲法も法律も道具であるという考え方になる。

### 政界へ
1987年、東北大学を卒業し、翌年に24歳で司法試験に合格。司法修習を経て弁護士（登録番号：22259、司法修習43期、第二東京弁護士会）となり、東京の法律事務所に就職した。これについて本人は「サラリーマンより政治家になれる可能性が高いと思ったから」としている。
1992年5月、元熊本県知事の細川護熙が日本新党を結党。同年11月、日本新党は次期衆院選に向けて、国内では初めての候補者公募を行うと発表した。「今や失われかけている理想主義の旗を掲げて」という細川の言葉に惹かれた枝野は応募を決意し、論文を提出。1993年初め、日本新党は約150人の応募者の中から15人ほどを書類選考で選び、枝野もこれを通過。2月21日、二次審査が行われる。4月13日、党は枝野と出版社社長の三浦和夫の2名を合格したと発表。同時に枝野を定数が3から4に増えた旧埼玉5区に、三浦を旧岩手1区に割り当てると発表した。
しかし活動の仕方を教えてくれる者はおらず、枝野に選挙グッズなどを売り込む業者もいなかったという。「金もないし何もないのだから、朝、街頭演説するしかない。野田佳彦さんのところを見るといいよ」という唯一のアドバイスにしたがって、衆院選に向けて準備を進めていた千葉県議2期目の野田の街頭演説を見学。これが日本新党候補者としての最初の活動となった。
枝野は選挙は早くても同年秋と予想していたが、公募に選ばれてからわずか2か月後の6月18日に衆議院が解散。地盤もカンバンもない選挙区で、何の準備もないまま選挙戦に突入する。手作り選挙を貫き、上田清司（前埼玉県知事）に次ぐ2位で初当選を果たした。
総選挙後、非自民・非共産連立の細川内閣が誕生。商工委員会に所属し、公約に掲げていたPL法立案に携わる。日本新党の党則改正を担当し「細川代表の個人商店」と言われていた党運営の近代化に取り組むが、党事務局の抵抗により失敗する。1994年4月に細川首相が辞任し羽田内閣が発足。首班指名選挙では自民政権は阻止すべきと考えて羽田孜に投票した。羽田内閣発足時に日本新党が新党さきがけとの統一会派を解消して新生党などを含む新会派「改新」に参加したことに反発し、5月に日本新党を離党。院内会派「民主の風」を結成し、続いて新党さきがけ、グループ青雲とともに統一会派「さきがけ・青雲・民主の風」へ合流した。6月「さきがけ・青雲・民主の風」内で態度が分かれた羽田内閣への不信任案には反対を表明した。
1994年6月、自社さ連立の村山内閣が発足。これを機に新党さきがけに合流し、菅直人政策調査会長の下で政策調査会副会長に就く。1996年1月に橋本連立内閣が成立、首班指名では造反すると言われた が村山富市から後継指名を受けた自民党の橋本龍太郎総裁に投票した。橋本がPL法の対象から血液製剤を外すよう抵抗した厚生族のドンであったためで、最後まで悩んだという。連立与党の行政改革プロジェクトチーム座長を務め、1996年5月に国家公務員人事の一括採用や天下り規制を含む公務員制度改革の座長私案を提示した。同年6月に超党派の若手有志議員による政策勉強会「司馬遼太郎哲学研究会」の呼びかけ人となり発足させた。この会は、鳩山新党（旧民主党構想）をにらんだ若手による交流会と見られた。
1995年から薬害エイズ問題を追及し、真相究明と和解を実現して一躍注目された。1995年1月に薬害エイズ裁判の原告弁護団から接触を受け、国の責任を確信。8月、井出正一厚生大臣と被害者の面談を官僚に内密に実現した。10月に裁判所から和解勧告が出されても厚生省が責任を認めなかったため、衆議院厚生委員会で追及。厚生省の当時の対応について説明を求める質問主意書を提出した。1996年1月から橋本内閣の厚相として薬害エイズ問題に取り組んだ菅直人をサポートし、"郡司ファイル"発見などの真相究明と国の和解受け入れにつなげた。2月の大臣謝罪の場で司会を務め、7月には安部英元エイズ研究班班長らへの証人喚問で尋問に立った。

### 野党民主党
1996年旧民主党結成に参加。同年10月の第41回衆議院議員総選挙に埼玉5区からボランティア中心の選挙で挑む。しかし小選挙区では自民現職の福永信彦に敗れ、重複立候補していた比例北関東ブロックから比例復活で再選した。1997年旧民主党政調会長に就任する。同年5月に、社民党出身議員の族議員的体質に批判的な旧民主党内の若手衆議院議員による政治集団「2010年の会」を立ち上げ、代表世話人となる。
1998年1月、旧民主党を含む衆議院野党が統一会派民主友愛太陽国民連合（民友連）を結成し、その一員となる。同1月、民友連の若手衆議院議員による勉強会「ダッシュの会」の発足に参加。野党議員となってから、夫婦別姓の選択を可能にする民法改正案、行政監視院法案、臓器移植法案、児童買春・児童ポルノ禁止法案などを提出。法案の提出数と委員会での発言数は群を抜いていて、「議員立法ブーム」の中心人物となった。
1998年4月民主党結成に参加し、政策調査会筆頭副会長に就任。金融国会では、金融再生法成立に関わる。この時、大蔵官僚や守旧派議員を排し、専門知識を持つ若手政治家の間で協議を重ねて法案が作られたことが、新しい政治の形として注目され、塩崎恭久、石原伸晃らとともに「政策新人類」と呼ばれた。
1999年1月、菅直人に松沢成文が挑む形となった民主党代表選挙では、「論憲」や「郵政三事業・特殊法人の民営化」を掲げる松沢成文の推薦人に名を連ねた。同年9月の代表選では菅直人の選対事務局長を務めた。同10月、鳩山新体制で政策調査会長代理に就任し、次の内閣の内閣官房副長官となった。
2000年の第42回衆議院議員総選挙で当選。2000年11月、民主党の旧さきがけ系を中心とする当選3回以下の若手議員による新勉強会を立ち上げ世話人になる。2001年4月、前年に立ち上げた勉強会の参加者を中心とした勉強会「高朋会」の発足に参加。
2002年、仙谷由人・前原誠司と共に中心メンバーとして政治グループ「凌雲会」を設立。会計責任者に就任。2002年12月の代表選挙で菅直人が党代表に返り咲くと政調会長に就任し、次の内閣の内閣官房長官となった。2003年の第43回衆議院議員総選挙での、民主党のマニフェストを発表した。
2004年、代表が菅直人から岡田克也に代わり、党憲法調査会長に就任。
2005年9月の第44回衆議院議員総選挙では小泉フィーバーで民主党が苦戦の中、自身は牧原秀樹に完勝し、5度目の当選を果たす。岡田の後任を争う代表選では盟友の前原誠司を支援した。同年、政権戦略・報道担当の幹事長代理に就任。この頃より政治グループ「国のかたち研究会」(菅グループ)にも参加するようになる。
2006年に小沢一郎が代表に就任して以降しばらくは党役職から離れることとなる。2008年9月の党代表選で前原誠司、岡田克也らの不出馬を受け、無投票での小沢再選を回避するため自らの立候補を模索するが、推薦人を確保できず断念した。
枝野は2009年8月の第45回衆議院議員総選挙にも当選し、枝野が所属する民主党も大勝し政権は民主党に移る。

### 民主党政権

#### 鳩山内閣

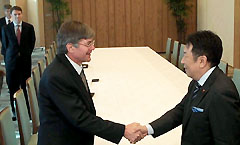
2011年1月27日、総理大臣官邸にてアメリカ国務副長官ジェイムズ・スタインバーグ（左）と

2009年9月に鳩山由紀夫内閣が発足すると、当初は閣僚に起用される見方も強まったが、起用はなかった。一部では小沢一郎との確執が原因であるとの臆測も流れた。
10月、内閣府に設置された行政刷新会議の事業仕分けチームの統括役を行政刷新担当大臣の仙谷由人から任命され、事業仕分けでは、予算の編成過程を公開することで国民の注目を集め、鳩山内閣の支持率を下支えした。この仕分けでは原子力施設等防災対策等委託費、原子力施設等防災対策等交付金などの仕分けを行った。
2010年1月に仙谷が国家戦略担当大臣を兼任することとなり、仙谷を補佐するため首相補佐官に起用されることが発表される。しかし正式に任命されることはなく、仙谷の兼務を解く形で行政刷新担当大臣への就任が決まる。

#### 菅直人内閣

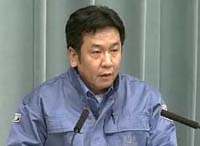
2011年3月14日、総理大臣官邸での記者会見にて

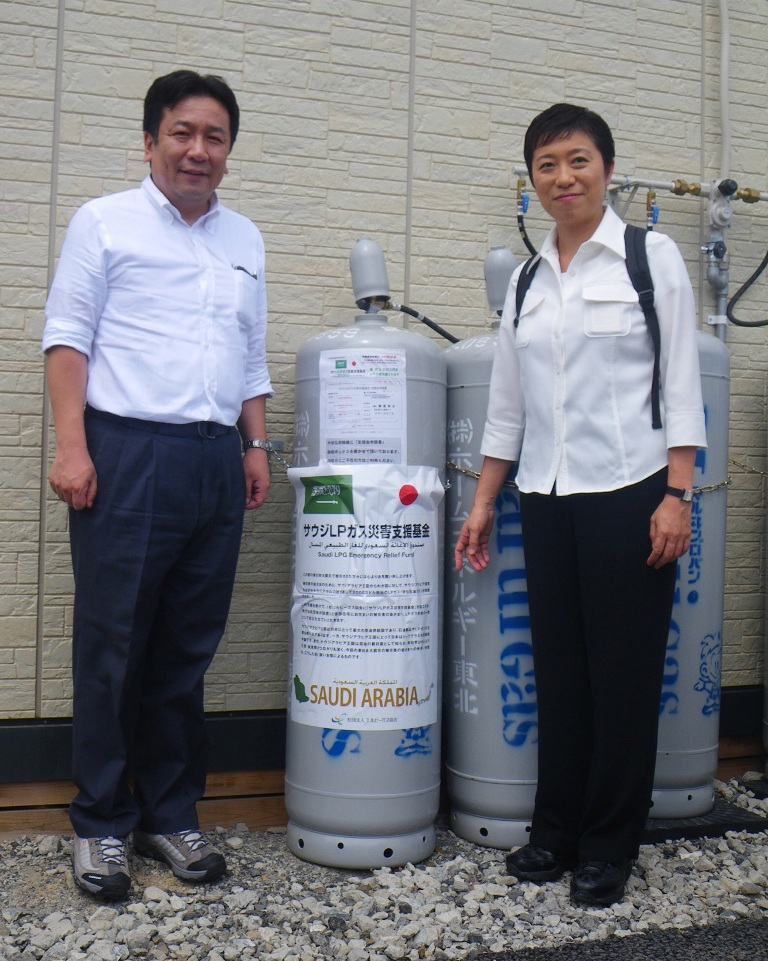
2011年8月7日、宮城県気仙沼市にて内閣総理大臣補佐官（災害ボランティア活動担当）辻元清美（右）と

2010年5月末、鳩山内閣が退陣し、後任の代表選挙では前原誠司、岡田克也らと共に菅直人を支持した。6月、民主党幹事長に就任した。7月、幹事長として戦った第22回参議院議員通常選挙では改選前から10議席減の44議席獲得に留まり、参議院での過半数割れを許す。9月の菅直人第1次改造内閣発足に伴い幹事長を退任となり、後任の岡田克也の要請により幹事長代理に就任した。
2011年1月14日に行われた内閣改造により、菅直人第2次改造内閣の内閣官房長官（沖縄･北方対策担当大臣兼任）に就任した。46歳7か月での官房長官就任は、史上2番目の若さであった。3月上旬には、前原誠司外務大臣の辞任に伴い、後任の外務大臣に松本剛明が任命されるまで外務大臣臨時代理を務めた。6月27日からは首相補佐官になった蓮舫の後任として行政刷新担当大臣も兼任することとなった。鳩山内閣が総辞職してから約1年ぶりに行政刷新担当大臣に再登用されることとなる。
東日本大震災・福島第一原子力発電所事故での対応
官房長官就任から2か月弱後の2011年3月11日、東北地方太平洋沖地震・福島第一原子力発電所事故が発生。連日ほぼ主としてスポークマンとして働いた。内容を包み隠さず報道させた枝野の手腕は、その精力的な働きぶりから、海外の一部メディアからテレビドラマ『24 -TWENTY FOUR-』のジャック・バウアーに喩えられた。この際に枝野が情報の一元化を指示したと報道されており、例えば文部科学省は3月15日夜以降、同原発から半径20 - 30キロメートル範囲内について、同省の観測車両で放射線量を測定した結果を発表していた。しかし記者から健康への影響を問われた際に担当者は「データの評価は行わない。官房長官の指示でコメントできない」と述べている。また、産経新聞記者の阿比留瑠比は枝野が「情報はどこかで一元化して勝手に出さないように」と指示したことにより、緊急時迅速放射能影響予測ネットワークシステム (SPEEDI) 情報の公開がストップされたとしている。ただし、原子力安全・保安院の解析したSPEEDIの予測結果は枝野の一元化の指示に反し、45件のうち、2件しか官邸に送付されていなかった。この一方で、文部科学省は事故の直後に外務省を通じて試算結果をアメリカ軍には提供していた。
米原子力規制委員会（NRC）が東京電力福島第一原子力発電所事故発生直後の内部文書を公表した。その中に、日本への支援として首相官邸に専門家を常駐させたいと求めたという記録があった。しかし、読売新聞によると、枝野は「協力はありがたくお願いしたい。ただ、官邸の中に入るのは勘弁してほしい」と条件を付けたという。東京電力福島第一原子力発電所3号機原子炉建屋で水素爆発が起きた際、内閣府原子力安全委員会側からの「避難指示を半径20キロから30キロ圏内まで広げるべきです」との提案に対して、枝野らは大規模な避難計画の立案が必要になり、混乱する懸念があったため「30キロに拡大するのはいいが、屋内退避にとどめた方がいい」と反論した。3月12日午前2時の内閣官房長官記者会見で、ベント開放に備えた住民への安全の考慮について「発電所から3キロメートル以内の避難、10キロメートル以内での屋内退避の措置により、住民の皆様の安全は充分に確保されている」と説明した。
2011年4月に文部科学省は児童への安全基準として毎時3.8マイクロシーベルト・年換算20ミリシーベルトを示したが、除染対策を自治体に任せ、積極的に動いていなかった。そのため自治体は独自に校庭の表土除去を実施した。この表土除去に関して枝野は、これらの表土は放射性廃棄物と認識しつつ、除去については「文部科学省から示した指針に基づいて対応をいただければ必要はない」との見解を示した。

#### 野田内閣

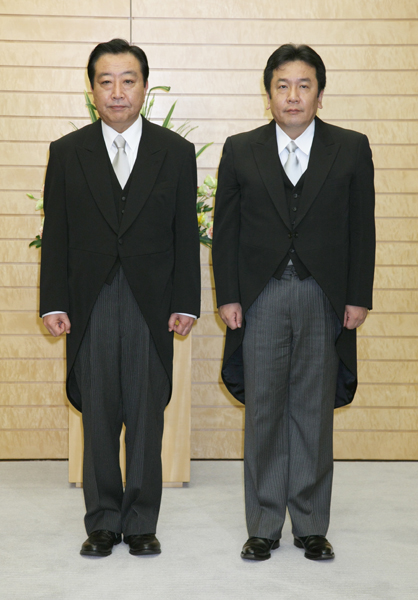
2011年9月12日、野田佳彦内閣総理大臣より経済産業大臣の辞令交付を受けての写真撮影

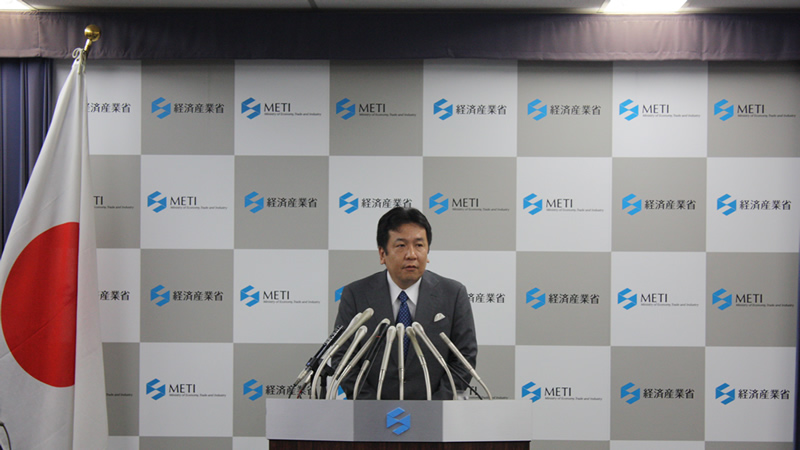
2011年9月12日、経済産業大臣就任を受けての記者会見にて

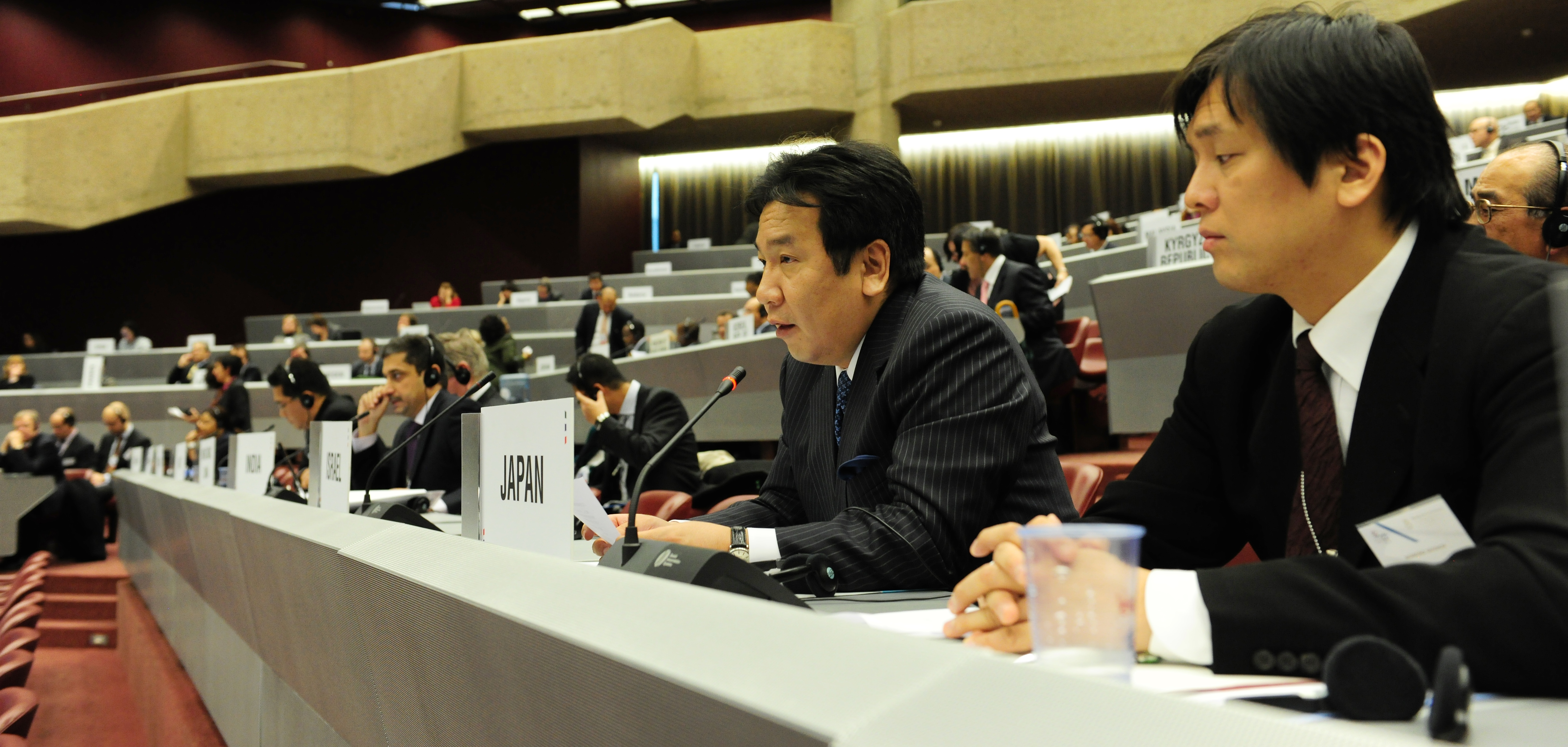
2011年12月16日、世界貿易機関閣僚会議にて

2011年9月2日、野田内閣発足に伴い内閣官房長官及び行政刷新担当大臣を退任。当初は「一兵卒として政府を支える」と話していたが、同月12日、福島第一原子力発電所事故をめぐる不適切な言動で辞任した鉢呂吉雄の後任として第16代経済産業大臣に就任し、わずか10日で閣内に戻ることとなった。2011年10月3日、内閣府特命担当大臣（原子力損害賠償支援機構担当）が加わる。2011年11月、所属する凌雲会の組織改編で前原誠司が会長となり、枝野は幹事長に就任。
2012年12月の第46回衆議院議員総選挙では小選挙区で当選し、7選。
原子力発電所関連
2012年4月13日、定期検査で運転中止中の関西電力大飯原発3、4号機について、関電の安全対策が政府の安全基準を満たしていることを確認し、安全宣言を出した。また大飯原発が再稼働せずに2010年並の猛暑を迎えた場合、関電管内で最大2割程度の電力不足に見舞われ電力料金の値上げにもつながるとして「再稼働の必要性が存在する」と述べた。翌14日、福井県の西川一誠知事との会談で3、4号機の安全性が確保されていることを説明するとともに電力需給面での必要性も挙げ、再稼働への協力を要請した。6月1日、「2基ともフル出力で発電するのは7月を越える」と述べ、関電管内で15%の節電要請が始まる7月2日に間に合わないとの認識を示した。6月16日、政府は西川知事の同意を得て再稼働を正式決定。6月18日、関電の八木誠社長に対して再稼働に向けた作業の安全を徹底するよう指示するとともに、再稼働の前提となる安全対策の確認を求めた。7月25日、4号機のフル稼働を受け関電の八木社長が高浜原発3、4号機の再稼働について「優先的に再稼働する方向で、これから国と調整をさせていただきたい」と述べたことに対し「大変不快な発言だ。安全性についてしっかりチェックすることなしに再稼働はあり得ない」と述べ、9月に発足する原子力規制委員会の評価・判断を見守るべきとの考えを示した。8月28日、夏の節電目標を達成して推移している関電管轄内の電力需給について、大飯原発3、4号機が再稼働しなかった場合、最大需要を記録した8月3日 の供給余力が3%を割り込む計算だったことを挙げ「大飯原発が再稼働できていなければ、大変厳しい状況だった」と述べた。
9月15日 青森県の三村知事や原子力施設のある市町村の首長らと青森市内で会談し、東日本大震災後に工事を中断した電源開発大間原子力発電所（青森県大間町）と中国電力島根原発3号機（松江市）の建設再開・稼働を事実上、容認する考えを伝えた。原発再稼動の是非が問われる中で両原発の建設が再開されれば、震災後初めての原発建設となる。この会談の中で枝野は「原子炉の設置と工事計画許可が与えられている原発について、経産省の立場として変更は考えていない」と述べ、19日に発足する原子力規制委員会が安全を確認すれば、建設再開・稼働を認める方針を示した。

### 民主党下野後

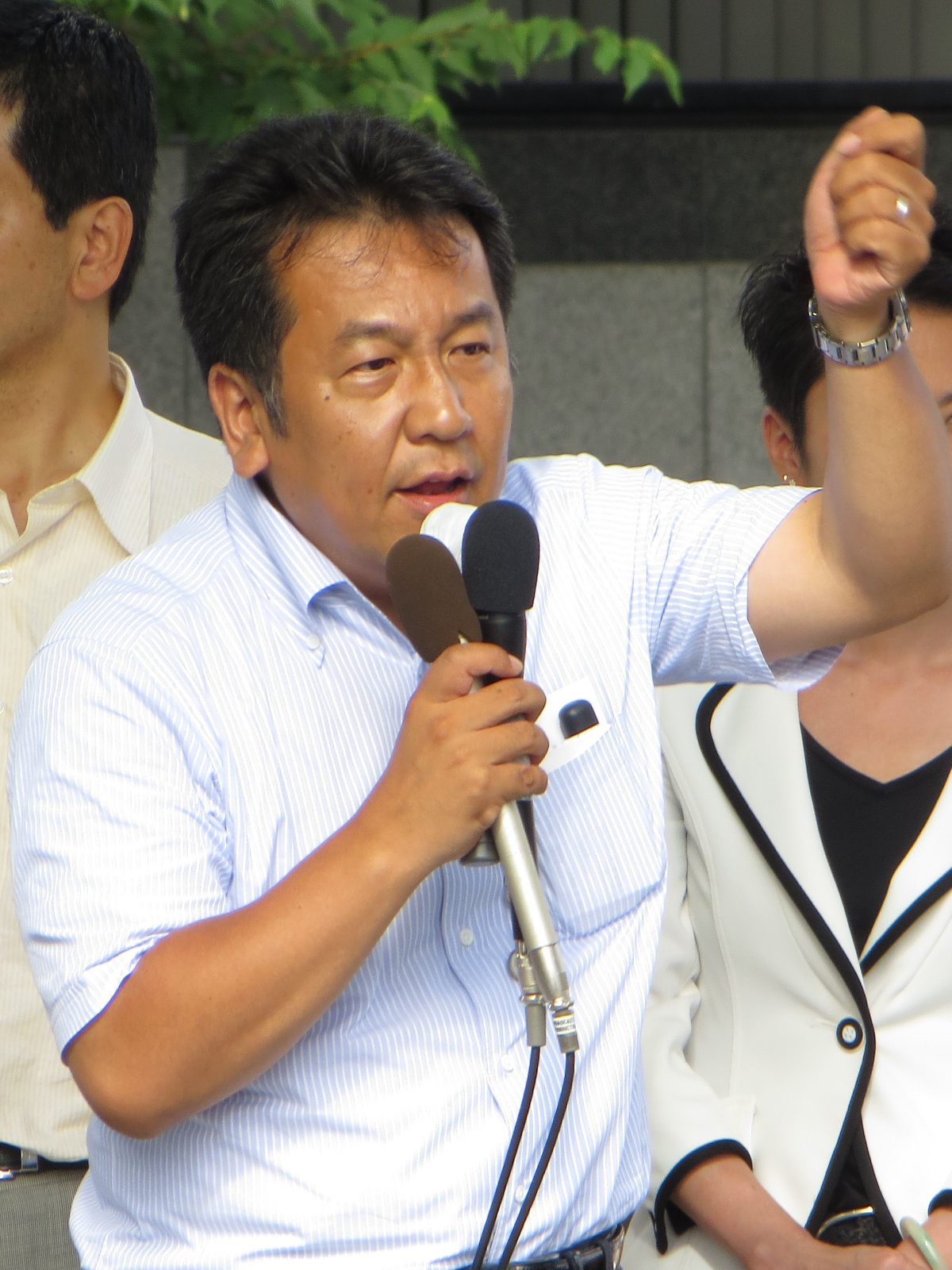
2013年7月15日、埼玉県にて

2012年12月の第46回衆議院議員総選挙で民主党は大敗し下野したが、枝野は第46回衆議院議員総選挙でも小選挙区埼玉5区で当選する。
2014年9月16日、民主党幹事長に就任した。
同年12月の第47回衆議院議員総選挙においては小選挙区埼玉5区で自由民主党牧原秀樹に約3000票差という僅差で当選。
2015年1月民主党代表選挙後、代表に選出された岡田克也の下でも幹事長に留任した。
2016年3月、民主党と維新の党が合流して結成された民進党に参加し、民進党執行部発足後も幹事長に留任した。同年10月、民進党憲法調査会長に就任。
2017年7月27日、民進党代表の蓮舫が、同月の東京都議会議員選挙の結果を受けて辞任を表明。蓮舫の辞任に伴う代表選挙（9月1日実施）に立候補し、前原誠司と「凌雲会」同士での闘いとなるも敗れる。代表選後の党役員人事では代表代行に就任した。

### 立憲民主党の立ち上げ
2017年9月28日午後、第48回衆議院議員総選挙に向けた民進党両院議員総会において、前原誠司代表は希望の党への事実上の合流を提案。総会の席上で前原は安保法制反対の姿勢を明確にした。前原の提案は了承され、枝野は「それならばみんな希望の党に行ける」と考えた。しかしその約2時間後、希望の党代表の小池百合子は「『希望の党』に入る希望がある方で、安保法制に賛成しなかった方はそもそもアプライ（申し込み）してこないと思う」と発言した。9月29日、小池は定例記者会見で、安保法制の容認と憲法改正などを条件に掲げ、民進党内の左派、リベラル系議員を排除すると明言した。
9月30日未明、共同通信が「枝野が無所属で出馬する方向で検討に入った。考え方の近い前議員らとの新党結成も視野に入れている」と報道。同日中に民進党の前職、元職計15人の「排除リスト」が出回る。同日夜、枝野、長妻昭、辻元清美、近藤昭一、参議院議員の福山哲郎らは都内のホテルの一室に新党設立を前提として集まり、協議した。会合では、前原に民進党の公認を求めることが確認された。
10月1日、新宿駅周辺で安倍政権に反対する市民らが大規模なデモ行進を行った。出発直前、枝野は集合場所の西新宿の公園に姿を見せ、「安倍政権が壊してきた立憲主義、報道の自由、表現の自由、情報公開などを守り、戦う」と演説。会場からは「枝野」コールが巻き起こった。デモの参加者はメディアの取材に「必要なのはリベラル派を排除することではない」「枝野さんが新党を作ることになったら応援していきたい」と語った。
同日夕方、民進党本部の役員室で枝野は前原に、合流を望まない議員を民進として公認するよう求めたが、前原は拒んだ。残された道は新党結成か無所属での立候補しかなくなる。同日夜に始まった枝野、長妻、近藤、福山の4人の会合は深夜に及んだ。この頃、新人の立候補予定者たちから受け皿を求める声が出ており、ネットでも「枝野立て」のメッセージが流れ始めていた。4人は、翌2日に枝野が一人で結党の記者会見を行うことを決めた。党名は「民主党」「新民主党」「立憲民主党」の3案から枝野が選ぶこととなった。福山はすぐに知人のデザイナーに3案のロゴ作成を依頼した。
党名3案のうち「民主党」は、ネット選対スタッフから強い反対を受けた。「何が起こるか分かっていますか? ネット検索すると、民主党政権時代のネガティブな言葉が並びますよ」。そして党名に「新」が入った政党は長続きしないジンクスがあった。旧民主党から民進党に移行する際に検討された「立憲民主党」は、「憲」の画数の多さを懸念する声があったが、戦前の「立憲政友会」「立憲民政党」などに連なるネーミングは枝野には王道に思えた。翌2日朝、枝野は福山に電話で「立憲民主党」で行くことを伝える。
10月2日午前、枝野は連合本部を訪れ、神津里季生会長と会談。希望の党がリベラル派の合流を認めない現状と、新党を結成する方針などを説明した。民進党を離党後、同日夕方、1人だけで記者会見に臨み、「安倍政権の暴走に歯止めをかける役割を果たす」として新党「立憲民主党」を結党すると表明した。
10月3日午前、長妻は東京都選挙管理委員会を通じて総務大臣に新党設立を届け出て、受理された。同日午後、希望の党は衆院選の第1次公認192人を発表。同党が埼玉5区に弁護士の高木秀文を刺客として送り込んだことが明らかとなった。日本共産党は立憲民主党への支援・連携を示し、埼玉5区への候補出馬を取り下げた。
10月22日に行われた総選挙で、自民党の牧原、希望の党公認・日本維新の会推薦の高木を破り、9選を果たした（牧原は比例復活）。枝野は党設立表明から20日間で2757万円の個人献金を集めた。また、2017年分の個人献金の総額は自身の過去分や安倍晋三首相と比べても突出していたことがのちに明らかとなった。
2020年9月4日、立憲民主党・国民民主党・社会保障を立て直す国民会議、無所属フォーラムの2党2グループが合流して結党する新党代表選挙に立候補することを表明。9月10日の投開票では泉健太を下し新代表に選出された。

### 代表辞任

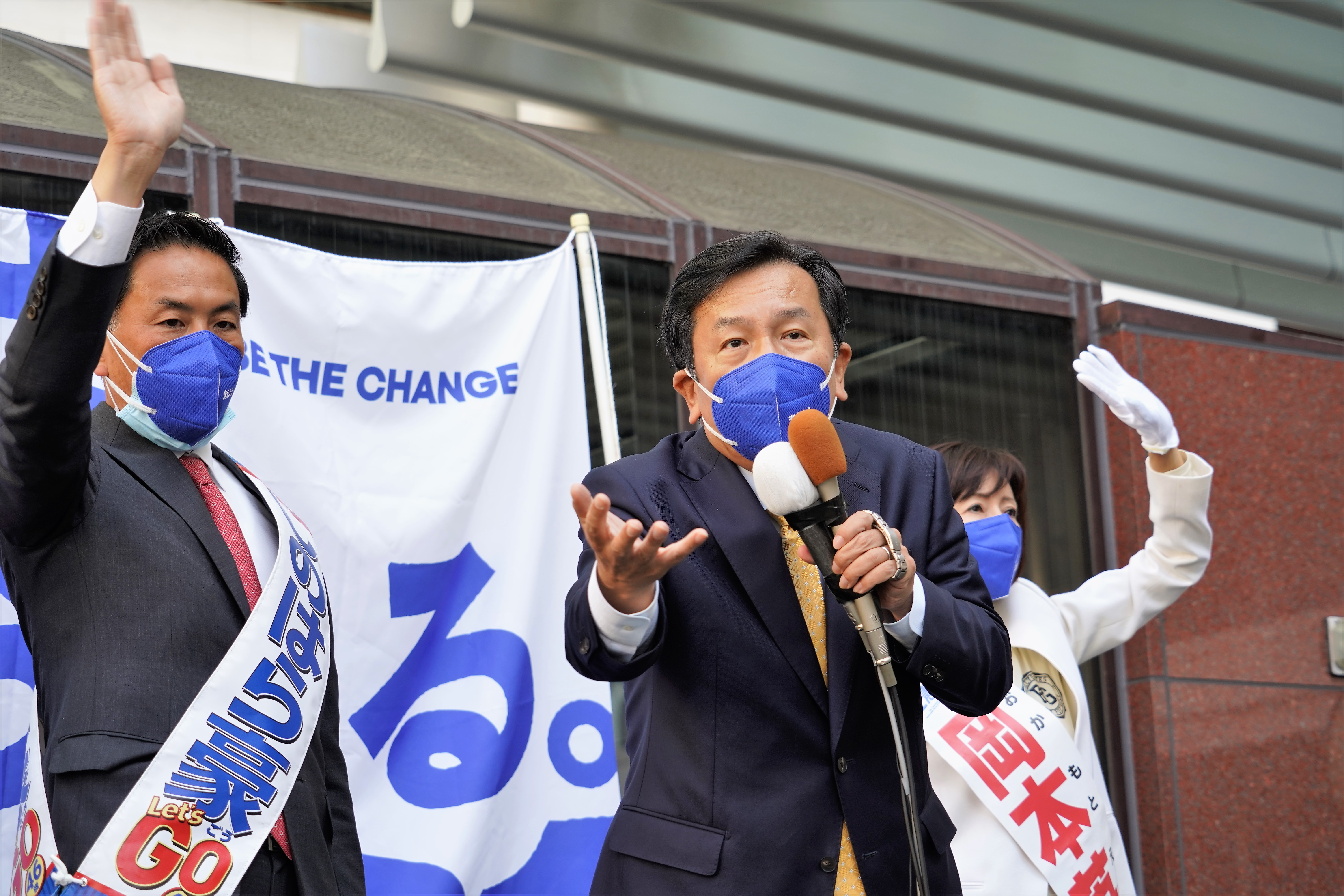
2021年10月、横浜市西区の横浜駅前にて

2021年10月31日投開票の第49回衆議院議員総選挙において自民党の甘利明幹事長や石原伸晃といった大物議員を破るなど一定の成果を上げたものの政権交代を果たせなかった。また、辻元清美副代表や平野博文選挙対策委員長らが落選し、小沢一郎や中村喜四郎といったベテランも相次いで小選挙区で敗れた。枝野自身も小選挙区で自民前職の牧原秀樹に約6000票差まで迫られ、日付が変わるまで当確とはならなかった。枝野は、10月31日夜には代表辞任を否定したものの、最終的に党全体の議席も公示前を割り込むなどの惨敗に終わったことから枝野ら党執行部の責任を問う声が噴出した。これを受け、枝野は11月2日開催の党役員会において「私の力不足だ」と陳謝したうえで「新しい体制を整えて来年の参議院選挙などに向かっていかなければならない」と述べ、代表を辞任する意向を表明した。そして10日に召集される特別国会の閉会日をもって辞任し、その後、党員などが参加する形で代表選挙を行う考えを示した。
2021年11月5日、党内グループサンクチュアリに入会し顧問に就任した。
同月12日、枝野の代表辞任が正式に了承され、後任の代表を決める代表選の日程が決定された。
2024年8月9日、泉健太代表の任期満了に伴う9月23日投開票の代表選に立候補すると表明した。
2024年9月23日に代表選が行われ、候補も過半数を取らず、決選投票の結果枝野が野田に敗れる結果となった。10月1日、党最高顧問に就任。
同年10月15日、第50回衆議院議員総選挙が公示され、埼玉5区からは枝野の他、現職の法務大臣である自民党の牧原、れいわ新選組の辻村千尋、日本共産党の山本悠子が立候補した。10月17日に読売新聞が序盤情勢を発表し、「枝野と牧原が一歩も譲らぬ展開」と報じた。自民党は裏金問題や統一教会問題、10月23日に発覚した非公認候補への2000万円支給問題などで逆風が吹き荒れた。10月27日、総選挙執行。投票締め切りの20時 からほどなく朝日新聞は枝野の当選確実を報じ、枝野は11期目の当選を果たした。自民党は比例北関東ブロックで7議席を獲得。野中厚が7番目の惜敗率（73.937％）で当選し、8番目（72.602％）だった牧原は議席を失った。
同年11月13日、衆議院憲法審査会の会長に就任。枝野は就任の挨拶で「公平かつ円満な審査会運営に努め、幅広い合意形成を視野に入れて、一致点を見いだすための努力を重ねる」と述べた。

## 政策・主張

### 政治的思想
自身の政治的思想について「リベラルであり、保守である」と述べており、この2つの概念は対立しないとの見解を示している。大事にしたい「保守の伝統」としては以下を挙げている。
なお、「保守本流」を自認する枝野は、2019年1月に蓮舫や福山哲郎らと共に伊勢神宮への参拝を行っている。一方、元総理の村山富市と面会した際には「先生がお元気なうちに、もう一回リベラルな政権をつくります」と語った。
2017年に立憲民主党を立ち上げた際には、「国家権力が憲法によって制限されることにより、真の民主主義が成り立つ」とする立憲民主主義を掲げ、以下のように述べた。
また、21世紀の政治の対立軸は、左右のイデオロギー対立ではなく、上からのトップダウンか草の根からのボトムアップかであるとし、ボトムアップの政治の実現を訴えている。

### 福祉・医療
- 福島県立大野病院事件で医師・看護師の訴訟について、指揮権の発動を主張するとともに、医療ミスについての過失責任については一般の業務上過失致死罪とは別にすることを提案した[129][130]
- 費用負担が高額となる不妊治療に対して、夫人が不妊治療を行い子供を授かったという経験も併せ国の支援について評価しつつ、所得制限付きの回数制限ありの無料化を主張した[131]
- 脳死状態からの臓器移植には賛成だが、脳死を人の死と法で定めることには反対している。1997年の臓器移植法案についての審議では、脳死を人の死としない法案（金田案）の提案者となり、「脳死状態では、自らの臓器を提供して、他人の生命を救うことに限定される。その中で自分の命を縮めるという自己決定も許されるのではないか」などと発言した[132]。2009年の臓器移植法改正案についての審議では、脳死の判定基準を厳格化するC案の提案者となった[133]。

#### ゼロコロナ政策
2021年2月、「ウィズコロナからゼロコロナへ」を提唱。まずは新型コロナの感染を徹底的に抑え込み、その後に経済活動を再開するとする政策を発表したが、これに対し与党の自民党は「そこまで待てば日本経済は死ぬ」と反論。感染症学者からも「ゼロコロナ政策」支持の声が上がっている。日本政府が採った「ウィズコロナ政策」は、欧米同様の新型コロナウィルスの根絶を目指せば経済損失は莫大となるため、医療崩壊を起こさない程度に感染を抑えて、長く新型コロナと付き合っていくしかないというスタンスである。これに対しゼロコロナ政策では、感染者を一旦ゼロに抑え込めれば、その後、経済を復活させることができるため、将来の利益を考えれば、台湾、ニュージーランドのようにむしろ経済的にも利益になるとする考え方だ。しかし、一度ゼロにすれば、後は自由に経済活動ができるわけではなく抑制策は必要だ。両方の政策にはメリット・デメリットがあり、さらに変異株の出現では戦略の再考を迫られるため、2021年12月現在では、どちらが有利であるかの結論は出ていない。

### 選択的夫婦別姓法案
選択的夫婦別姓制度の実現を初当選時の公約に掲げて以来、推進している。選択的夫婦別姓制度導入の民法改正の議員立法案を1998年の第142回通常国会以来、2014年までに4回にわたって筆頭提出者として国会に提出している。自社さ連立政権時代の1996年に法制審が答申した夫婦別姓の選択を認める民法改正案を「子供の姓を婚姻届を出す際に決めるなど改正案には不十分な点もあるが、別姓を法制化する点で評価できる」として政府提案に向けて動いたが、この案は一部自民党議員の反対によって国会提出が見送られ続ける。1997年には「別姓夫婦の子の姓は、出生時に父母が協議して決める」と法制審案より踏み込んだ民法改正案（民主党案）の提案者となり、衆議院法務委員会で論陣を張った。
この問題の反対論者が「日本の歴史と伝統」を持ちだすことについて、「文字に残っているだけでも1500、1600年ある日本の歴史のうち、夫婦が同じ氏を名乗るようになったのは、しょせんこの150年ほどに過ぎない。この150年程の歴史というのは、1500年の歴史の中で急激に変化をしている150年であり、そのわずか150年を振りかざして『歴史と伝統』と言うのはちゃんちゃらおかしい」と批判している。

### 憲法改正議論

#### 憲法第9条
2013年9月10日、民主党憲法総合調査会長に任命された枝野は憲法9条の改正私案を発表している。2017年12月2日に撤回。
改憲私案で追加する条項

論説本文では次のようにも記述する。

##### 集団的自衛権そのもの
憲法学者の西修は、次のように述べている。

##### 集団的自衛権の拡大解釈利用を容認していない
自衛権行使の要件を明文化した条項を現行の第9条（第9条の1とする）とは別に「第9条の2」「第9条の3」として追加し、憲法解釈の幅を極力狭めることで、無原則な軍拡に歯止めをかける必要性を打ち出している。「時の内閣の判断で憲法解釈を変更できる可能性がある」ことが現行憲法の最大の問題と指摘。解釈変更で集団的自衛権の一部行使容認を目指す安倍政権の姿勢を批判している。
私案9条の2第2項は、我国の安全を守っている他国の軍隊が攻撃された場合には、必要最小限の範囲で自衛権を行使できるとする。『通販生活』の憲法特集「私はこう考える」 のなかで枝野自身が述べ、また憲法学者の長谷部恭男も指摘している とおり、従来（第2次安倍内閣が集団的自衛権の行使を容認する以前）の「個別的自衛権」の範囲で説明できるものであるとされる。
前述の憲法学者長谷部恭男は、次のように述べている。
枝野の私案は、その解釈が誤解であろうとも、大手新聞社の論説においても「集団的自衛権を容認する憲法改正案」として、自民党の改憲案と同様の考えと受け止められてしまうことがある。それに対して枝野本人は、記事を名指しで「私のかつての私案は集団的自衛権の行使を容認していません。」と否定しており、また憲法学の観点からは長谷部恭男など、枝野と一致する見解が見られる ことは、上述のとおりである。

##### 改憲による自衛権範囲の明文化
枝野は『通販生活』の憲法特集「私はこう考える」 のなかで、安倍晋三政権の解釈改憲による集団的自衛権行使容認を「……憲法によって縛られている側の政府が、恣意的に従来の憲法解釈と整合性のつかないような解釈に変更することができるのであれば、それは立憲主義の明確な否定です。決して許されることではありません。」とした上で、「現行憲法の最大の問題点は、自衛権などを規定した条文がなく、すべてが解釈にゆだねられていることです。」とし、「恣意的に変更可能な解釈ではなく、歯止めを「明文化」すること」に言及した（枝野曰く「憲法九条第三の道」）。そして、自らの改憲私案については「専守防衛を基本として、個別的自衛権で線を引く。」とする。枝野の改憲案は、現行の第9条（1項及び2項）には手をつけずそのまま「第9条の1」とし、「第9条の2」「第9条の3」を置いて、安倍政権より過去の憲法解釈が積み上げてきた専守防衛の範囲と自衛権の制約を明文化するものである。

##### 安倍内閣の改憲案に反対する理由
枝野は専守防衛と平和主義を維持する立場であり、9条改正もそれをより強化するものであるならば賛成するとしてきた。第3次安倍内閣による安保法制は「海外で戦争できる法律」（専守防衛を逸脱するもの）であり憲法違反だとし、それを追認することになる自衛隊加憲論（安倍内閣が検討している9条改正案）を批判、また反対を表明した上で、同法制が「明確に憲法違反だとわかる」ような憲法改正案が示されるならば、それは否定しないとした。
そのような立場から、枝野は日本共産党などいわゆる護憲派（改憲そのものに反対する勢力）とも協力し、護憲派の集会でも安倍内閣の憲法「改悪」への反対と、立憲主義の擁護を訴えている。

##### 安全保障関連法案への見解
民主党幹事長時代の2015年には、安倍内閣が成立を目指す安全保障関連法案（平和安全法制）について、「国民世論と首相との戦いだ。内閣を退陣に追い込み安保法制をストップさせる」と訴え、戦前の日本を例に挙げ「（明治憲法の）解釈変更がなされた結果、軍部が暴走した。まさに今と似ている」と述べた。同法案成立後の2017年には安保法制を容認する希望の党へ合流せず、立憲民主党を結成し安保法制の白紙化を掲げた。2021年の衆院選の際も、安保法制の廃止と立憲主義の回復を求める市民連合との間で安保法制の違憲部分の廃止などの政策合意に調印した。
一方で2023年12月に産経新聞のインタビューに応じた枝野は「閣議決定を変えただけで、違憲部分はなくなる」として安保法の改正は不要との認識を示し、「安保政策としてダメだといっているのではないんですよ。立憲主義の観点からダメだといっているだけだ」と述べた。2024年8月の時事通信社のインタビューでも「現状の運用は個別的自衛権で説明される範囲だ。法律は現状では問題ない」との認識を示した。

#### その他の憲法議論

##### 首相の議会解散権に対する制約
野党民主党時代の2004年の憲法調査会の時点で、日本国憲法第7条（国事行為）第3号を根拠とした7条解散について、根拠とするには要件が不十分であると指摘し、他の国事行為と同様、法規上に規定すべきとして整備・改善の必要性を提起している。2017年、日本と同じ「議院内閣制」をとる先進国の英議会任期固定法や独連邦共和国基本法を参考に、憲法7条を根拠としてきた首相の解散権を制約する必要性を訴えている。参考とされる英独のうち、イギリスでは、内閣不信任決議が可決された際に首相が辞職ではなく解散を決定する場合、または、議員の2/3の賛成を必要とする「議会の自主解散」が行われる場合のどちらかでしか解散はできない。またドイツでは、次の首相の指名の上で内閣不信任決議が可決された際に首相が解散を決定する場合、または、首相提出の信任決議が否決された際に首相が解散を決定する場合のどちらかでしか解散はできない。憲法学者の木村草太は、イギリスでこのように解散権が制限された経緯について、首相による自由な解散権は（政府）与党の都合（与党の有利なタイミング）に合わせて行う選挙を正当化する制度ではないかという旨の批判があったと解説し、解散権の制約は特定勢力の都合を選挙に介入させないための方法であるとしている。

### 経済

#### 構造改革
- 明治以来続いてきた、欧米に追いつき追い越すことを目標とする「キャッチアップ型社会」の限界だと認識し、日本の政治・経済・社会の構造を多様性・独創性のあるものに転換すべきだと考えている[165]
- 金融業界の護送船団方式と初めとする中央集権の官僚機構による経済統制と、終身雇用制や年功序列型賃金などで構築された従順で同質性の高い労働力は、乏しい資本と乏しい人材を効率よく活用するのに合理的だったが、他国の労働力の質が向上し、もはや規格大量生産の分野で価格競争に勝つことは不可能である[165]。中央集権をやめ、地方分権によって地域ごとの個性を生かした競争を促し、規制緩和によってシュンペーターが論じた様な独創性のある技術革新や経営改革を生み出すべきだ、としている[165][166]。
- モノが豊富にある日本で消費を活性化させようとすれば、潜在的需要がある介護・保育に代表される老後・子育てに関連する分野を育てる必要があるとしている[167]

#### 雇用・再配分
- 職業移動と雇用の流動化を促進して産業構造を変えるべきで、公共事業による景気対策ではなく失業対策や社会保障対策が必要だと主張している[168]
- バブル崩壊後に日本は内需主導経済へ転換すべきであったが、労働者派遣法の緩和などが製造業の規格大量生産に軸足を置いた輸出に依存する経済構造を保ってしまったとして、当時の政策を批判している[169]。介護や医療、教育、保育といった少子高齢化対応事業に財政を投入し雇用を創出すべきだ、と主張している[169]。
- 製造業で国際的競争力を保てるのは品質管理や技術力を含めた高付加価値分野に限られ、高付加価値を維持するためには職業内訓練を実践できる安定した雇用が必要だとしている[169]。そのため偽装請負を厳しく批判し、特にキヤノンの偽装請負については、食品偽装問題と同列かそれ以上に悪質な行為として扱われるべきだと言及している[130]。
- 絶対的な金額は別として、低所得者の所得上昇分は消費に回る割合だけは相対的に高いという判断をしている[130]

#### 消費税
- 2013年5月29日、ハフィントン・ポスト（現・ハフポスト）に寄稿。「消費増税は、中長期的には経済の活性化に資すると考えています」と述べた[167]。
- 2014年9月時点の日本の財政状況の下では消費税増税は避けられないとしている[170]
- 2017年8月の民進党代表選にて、「消費税引き上げは現時点では保留が得策」と述べた
- 2019年の消費税の10%への引き上げに関し、当初は「まず8%に戻す」[171] としながらも、のちに「上げて下げたら混乱する」[172] として、一旦増税された後の減税に慎重な姿勢を示した
- 2021年6月、衆議院本会議で「税率5%への時限的な消費税減税を目指す」と表明。同年10月の衆院選において、自身が代表を務める立憲民主党は「時限的な消費税5%減税」を公約に盛り込んだ[173]。
- 2022年10月28日、枝野は自身のYouTubeチャンネルで「えだのんTALK」をライブ配信。その中で「衆院選で後悔しているのは、時限的とはいえ消費税減税を言った（ことだ）。政治的に間違いだったと強く反省している」「二度と減税は言わない」と述べた[173][174]。

#### 金融政策
- 金融政策ではデフレーションから脱却できないとしている[175]。金融緩和の結果として円安が続けば、コストプッシュ型インフレとなり、賃金・国民生活の向上にマイナス要因にしかならないとしている[176]。日本のデフレの要因は、人口減少を含め社会の成熟化による需要の減少と中間層の貧困化という構造そのものにあるとしている[176]。
- 金利を上げると経済成長するとしていた[175]。只、2017年08月のインタビューで「いまの安倍政権が取り組んでいる金融緩和を、政権交代で打ち切ることは不可能です。私が首相になっても継続します。金融政策は時々の状況で判断するもの。『べき論』だけでは進められない。」と金融緩和の継続を示唆している[177]。

#### 自由貿易
- 民主党政権下ではTPPへの交渉参加に前向きな姿勢を示し[178]、経産大臣就任後は「TPPが中長期的には震災復興の後押しになると思っている」との見解を示した[179]。また、2012年の衆院選の際は農業分野への関税は全面的に撤廃すべきとの考えを示した[180]。

#### 不良債権処理
1998年の金融危機では、公的資金は預金者保護と健全な借り手保護に限定すべきだとして、破綻前処理に一貫して反対した。
- 不良債権を処理しなければ金融機関の貸し渋りは続くと考え、不良債権処理を強制して過小資本に追い込んでから公的資金で立ち直らせるべきで、厳しい査定と強制的な資本注入が必要だと主張した[182]

#### グレーゾーン金利
- 多重債務問題（サラ金問題）について消費者金融に厳しい立場を取り、安倍内閣ではグレーゾーン金利制度を追及した[183]
- グレーゾーン金利を復活させようとする甘利明、西川公也ら金融サービス制度を検討する会の動きを警戒し、超党派の議員連盟を結成して後藤田正純と共同代表を務めている[184]

### エネルギー
- 大飯原発の再稼働を巡っては、2012年3月5日の予算委員会では「安全確認ができたならば、少なくとも当面は原子力を使わせてほしい」と要請し[185]、経産大臣として大飯原発の再稼働を決定した後の2012年8月には、「着実に（原子力の）依存度は下げていくんだけれども、その脱却のプロセスの中で、今の時点では、大飯原発のように安全性が確認されたものはある程度使わざるを得ない。そのことについても我々は話をしているんですが、うまく伝わっていないのではないか、というのがあります。」と述べた[186]。同年9月15日には大間原発の建設計画を巡り、「すでに建設の許可が出ている原発の扱いを変更することは考えていない」と述べ、東日本大震災後に工事を止めている着工済みの国内原発について、建設の再開を容認する考えを閣僚として初めて示した[187][188]。
- 立憲民主党の結党後は原発再稼働反対に転じ、「再生可能エネルギーにより、原発ゼロはリアリズムだ。事故が起きれば、人間の力では止めようがない。一日も早くやめなければならない」と述べた[189]。2021年2月には今後の原子力政策について西日本新聞からインタビューを受けた際、「原発の使用済み核燃料の行き先を決めないことには、少なくとも原子力発電をやめると宣言することはできません。使用済み核燃料は、ごみではない約束で預かってもらっているものです」として、「原発をやめるということは簡単なことじゃない」と述べた[190]。この発言に党内外から波紋が広がり[191]、同月26日に枝野は発言の意図について「我々が政権をとれば、原発をやめることについて明確に始める。ただし、（廃炉を含み）原発をゼロにするゴールは100年単位だ」と説明した[192]。

### 外交・安全保障

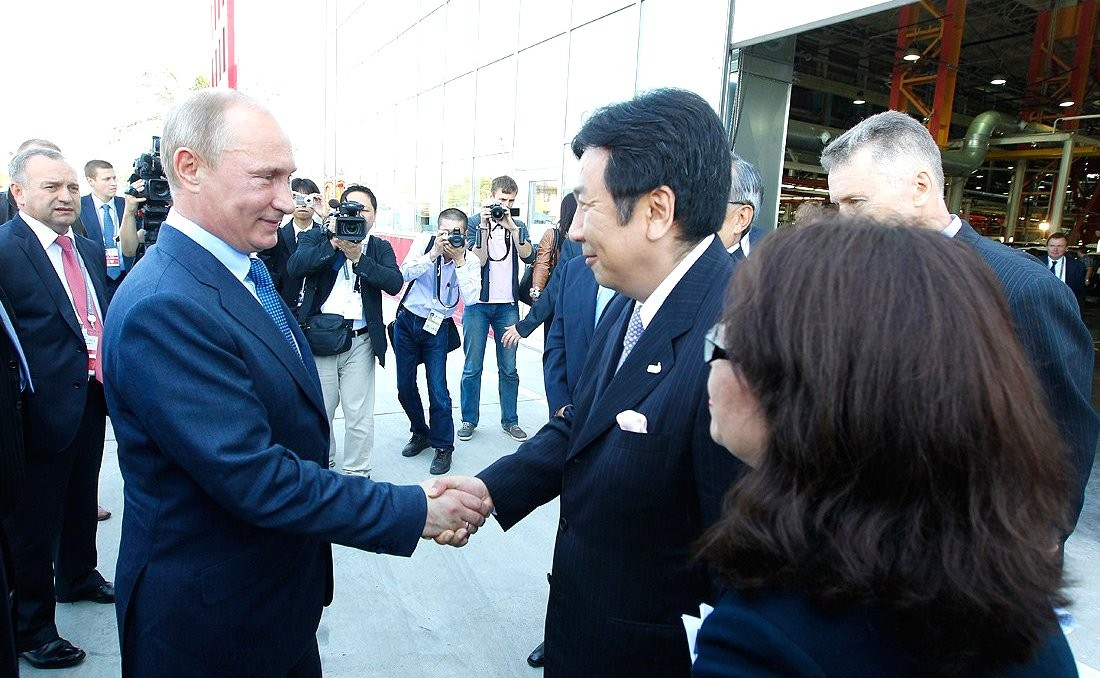
2012年9月6日（経済産業大臣時）、露大統領のウラジーミル・プーチンと

どんな状況になっても複数の選択肢（外交カード）を確保できるようにすることが必要だとし、イラク戦争開戦時に日本にアメリカ無条件支持しか選択肢が残らなかった外交プロセスを批判している。「中国の体制が中長期的に継続するとは思っていません」とし、中国全体が民主化してアメリカの東アジアにおける軍事プレゼンスが必要なくなったときを見据えて、朝鮮半島、台湾、ASEANなどの東アジアと経済統合を進めて米中と対抗できるようにすべきだとしている。
対中強硬派として知られる。1995年に北京で開かれた世界女性会議に参加した際には、中国の核実験に反対する横断幕を持ち込んで治安当局に没収され、会議場で抗議文を紙に大書きして当局に制止されるなどした。
2010年10月2日、さいたま市での講演で尖閣諸島中国漁船衝突事件を踏まえて、「中国には法治主義が通用しないという前提で付き合わないといけない。そのような国と経済的パートナーシップを組む企業はお人好しだ。カントリーリスクを含めて、自己責任で経営に当たってもらわなければ困る」、「中国との戦略的互恵関係なんてありえない。中国と日本は明らかに政治体制が違い、米国や韓国との関係同様に信頼関係をもって協力して物事を進めることを期待する方がおかしい」などと発言、さらに中国を「悪しき隣人」と呼んだ上で、「悪しき隣人でも隣人だ。それなりにつきあいをしていかないといけない」と語った。2011年2月10日、衆院予算委員会の公明党の佐藤茂樹への答弁で「直接にどこかの国をあしき隣人と言ったものではない」「よい隣人であろうと、あしき隣人であろうと、隣人とはよく付き合っていかざるを得ないという一般的なことを申し上げた。（日中両国が）お互いによき隣人となれるよう努力したい」と述べた。
民主党日本・台湾友好議員連盟に所属し、たびたび訪台して台湾の政治家と交流している、代表的な親台派議員の一人である。元台湾総統の李登輝を尊敬する人に挙げていて、2010年の行政刷新担当大臣への就任会見でも言及している。
2020年7月30日、李登輝が死去した際には、「心より哀悼の意を表します。『尊敬する政治家は誰ですか？』と良く聞かれますが、直接お目にかかった先輩の中では迷うことなく李登輝先生です。軍事独裁的体制を平和的にアジアで最も民主的な体制に移行させた政治力は、20世紀で最も素晴らしい政治家の一人だと思います。生前の先生に何度もお目にかかることができたことは、私の掛け替えのない財産となっています。かつて台北で総統在任中の先生にお目にかかった際、同僚議員が「政治とは？」と尋ねたのに対して、「政治とは時間の関数」との答えをいただきました。あれから約20年、その言葉の深い意味を痛感し、私の座右の銘となっています。」と追悼の意を込めた文章をTwitterに投稿した。
チベット問題にも取り組んでおり、チベット亡命政府を支持している。2005年に超党派の国会議員で構成されるチベット問題を考える議員連盟の代表に就任。2008年には、チベット弾圧が悪化するなら胡錦濤主席の訪日を歓迎できない、とするチベット議連の声明文を起草した。2009年に議連代表を退き、現在は名誉顧問を務めている。
ハト派を自認するが現実主義者であり、有事法制の必要性を訴えている。左右の極端な意見には批判的で、「たしかに安全保障政策などで、横路（孝弘）さんや横路さんの側近の意見があまりにもナンセンスで問題外のため、いらつくこともたびたびあります」と述べたこともある。
沖縄県の普天間基地移設問題を巡っては、官房長官在任時は「（日米合意は）国と国との約束であり、また、様々な経緯があっての合意」「（合意を）しっかりふまえて対応していく考えに変更はない」「政府の方針に基づいて、同時に沖縄の皆さんの思いをどう受け止めていくことができるのか努力しなければならない」と述べ、あくまでも同県名護市辺野古周辺に移設するとした日米合意を進める意向を示した。立憲民主党の結党後は「辺野古に新たな基地を建設しない解決策に向け、米政府と再交渉すべきだ。沖縄の分断と対立を生む建設を強行し続けることは、あまりにも無理がある」と述べ事実上反対に転じ、民主党政権時代との整合性については「立民は新しい政党だ。過去の教訓を踏まえて、党内で移設問題を慎重に検証、議論してきた」と説明した。
2021年7月1日の中国共産党の結党100周年記念に対し、祝電を送った。
2021年10月24日に放送されたNHKの「日曜討論」で、防衛費の増額に関し「時代遅れになった戦闘機を購入しているのではないか」と述べ、精査が必要であると訴えた。軍事ライターであるJSFによると、F-35は2021年時点で最新鋭と呼ばれるステルス戦闘機であり、スイスが最も高い評価を与えて次期戦闘機に採用した機種であって、時代遅れという枝野の発言は間違いであると指摘されている。

### 法律・警察機構
警察権力が拡大しすぎないよう行動しており、警察へのチェック機構の必要性を訴えている。1995年には、オウム真理教事件で警察が微罪による別件逮捕を繰り返したことについて予算委員会で指摘し、「もしも安易に逮捕することを警察が当たり前という気持ちになったら、戦前の警察国家に向かっていく危惧を覚える」と発言した。
1999年の通信傍受法制定のときには、濫用防止のための制度的な歯止めが不十分と考え、盗聴には第三者の立会人と本人への通知が不可欠だと訴えた。しかし、法務委員会で質疑に立つ前に、自自公連立政権に審議時間の与野党合意を破られ強行採決された。
共謀罪には否定的で、「共謀罪に反対する超党派国会議員と市民の緊急院内集会」の呼びかけ人を務めた。
- 児童買春・児童ポルノ処罰法の改正について、児童ポルノを所持しているだけで罰則を課す単純所持規制化には慎重な立場を取る。理由として児童ポルノの定義が曖昧であることと、捜査権の濫用が危惧されることを挙げ、罰則の対象拡大は積極的に収集・購入した者に留めるべきだとしている[220]。

### 行政

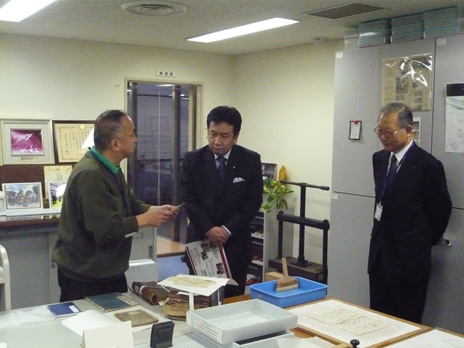
2010年4月2日、国立公文書館にて

- 天下り・渡りは、自分がいた役所の所管する独立行政法人や公益法人に対する再就職について、例えば退職後20年間とか、許可を要するとか、あるいは自分が在職した役所から仕事を発注、受注している企業に対する再就職については退職後20年とか、そういう場合に許可を要するという制度を提案した[221]
- 永住外国人への地方参政権については、地方自治という観点から、本来ならば自治体ごとに決めればよいとする一方、今のままでは、地方自治体の選挙で結果が国益に影響が出る可能性があるとして、国と地方の役割分担に関するシステムを批判し、現状での参政権付与に慎重な立場を取っている[222]
- 国会に強力な調査権限を持った行政監視院（日本版GAO）を設置して、行政に対する外部監査機能を持たせるよう主張している。1996年に行政監視院法案を提案、衆院行革特別委で総務庁行政監察局が機能を果たしていないことを指摘し、行政監視院創設の意義を主張した[223]。この議論は決算行政監視委員会の設置につながった[224]。2005年には民主党憲法調査会長としてまとめた憲法提言に、行政監視院の設置を盛り込んだ[225]。
- 利権誘導型の公共事業には反対の立場を取ることが多い。1997年の整備新幹線予算・関連法案について旧民主党は賛成だったが、枝野は他の都市部選出若手議員とともに造反して反対した[226]。

### 表現規制問題
2010年代当時自民党や公明党などが推し進めていた、漫画やアニメ、行き過ぎた児童ポルノなどの表現規制法案について、長らく規制反対の立場から、恣意的な解釈が可能となる法案の問題点を審議にて追及し、表現の自由に尽力していた。
しかし、2024年にエンターテイメント表現の自由の会・選挙ドットコムが第50回衆議院議員総選挙の候補者に対して行ったアンケートに対して「どちらともいえない、答えない」と回答。これについて弁護士の山口貴士は「ショックだったのは古くからの表現規制反対派であった立憲民主党の枝野さんが表現規制反対とは回答しなかったこと」と述べた。

### 部落解放運動
2005年6月にさいたま市で開かれた埼玉平和センターの第17回部落解放県共闘総会で枝野は副議長に選ばれている。

### 国旗・国歌
国旗国歌法に反対。ただし、その理由については、国旗は国際法との兼ね合いで明文化することに意味があり、反対ではないこと、国歌については「多くの国民が国歌として認めていること」こそが重要であり、政治的思惑で左右されかねない明文法とするのではなく、慣習法の世界で対応することが適切だとしており、日の丸と君が代を法的に国旗・国歌と位置付けること自体には賛成している。

### 国会解散
2014年11月、自民党の政策を批判し、「早く解散していただけるなら、こんなありがたいことはない」 と解散の要求を行った。しかし、実際に解散がなされると今度は「身勝手な解散」と批判した。

### 愛知万博反対
2005年に開催された愛知万博に反対する集会へ、1995年に参加していた。

### 比例選出議員に対する対応
2016年2月26日、民主党比例北海道選出で衆院議員の鈴木貴子が離党届を提出した際、枝野は「（鈴木は）小選挙区では当選せずに、比例代表で救われているわけなので、これは民主党の党名を書いた皆さんの議席であるので、離党されるのであればお返しをいただきたい」「重大な反党行為だ」と指摘し除名処分とすることを検討するとした。
但し、立憲民主党代表時代の2018年10月以降、比例東海地区ブロック選出の日吉雄太、青山雅幸両議員が離党届を提出した際には除名を見送り離党届を受理することとなった（なお、東海地区ブロックにおける立憲民主党候補は、名簿登載者全員が当選しており、2名が議員辞職を行ったとしても繰り上げ当選者が出る事はない）。

## 関連する団体・物議を醸した言動
- 1996年の第41回衆議院議員総選挙への立候補の際、JR東労組大宮支部執行委員長と「私はJR総連及びJR東労組の掲げる綱領（活動方針）を理解し、連帯して活動します」などが記された覚書を交わした、と『新潮45』に掲載された、と産経新聞が報道した[240][241]。枝野は、覚書は「一般的な政策協定を結ぶ一定のひな型の通り」と述べ問題がないとの考えを示し、JR東労組との関係は「連合の各産別とお付き合いする範囲でお付き合いしているが、それ以上でも以下でもない」と述べた[242]。また、今後JR総連・JR東労連から献金の申し出があっても断るとしている[243]。これについて内閣総理大臣の安倍晋三はJR総連やJR東労組について、鳩山由紀夫内閣時に「革マル派活動家が相当浸透している」と質問主意書の答弁書を、枝野が行政刷新担当大臣として署名している、などとFacebookで述べた[244][245]。
- 2010年6月28日に放送されたフジテレビジョンの「新報道2001」で、連合傘下の国公関連労働組合連合会（国公連合）と、共産党系全労連傘下の日本国家公務員労働組合連合会（国公労連）を指して「国家公務員の労働組合が支持している大部分は共産党だ。民主党を支持しているのはほとんどない」と発言し、日本共産党の市田忠義が「嘘だ。取り消しなさい」と反論する場面があった。翌28日付のしんぶん赤旗は「デタラメな共産党攻撃」と報じた。枝野は産経新聞のインタビューに対し、「誤解をされないようにメッセージを発することも政治の責任だ」と答えている[246][247]。
- 2020年7月5日、東京都知事選の投票日当日に、枝野はツイッター上で「宇都宮みんみんで育った私は、18才で宇都宮を離れてから仙台でも東京でも餃子専門店を探したが見つからず」という投稿をし、その投稿の中で「＃宇都宮」と宇都宮という地名にハッシュタグをつけた。しかし、同選挙で立憲民主党が支援していた宇都宮健児を暗示しているのではないかとの指摘が相次ぎ、投票日当日の特定候補への投票依頼は公職選挙法で禁じられているため、ネット上では「脱法的だ」との批判が噴出した[248]
- 2021年4月2日、枝野は記者会見で、菅内閣の新型コロナウイルス対応を批判し、「一刻も早く退陣していただきたい」と表明。更に議院内閣制の国では、少数政党が暫定的に選挙管理内閣を担う例があると説明し、「私の下の内閣で当面の危機管理と選挙管理を行わせていただくべきだ」と自身への暫定的な政権移譲を主張した[249][250]。しかし、衆院における立憲民主党の議席占有率は24%に過ぎず、党内からは非現実的で「立憲主義ではない」という戸惑いの声が上がった他、一部の与党議員からも批判された[251]。

## 人物

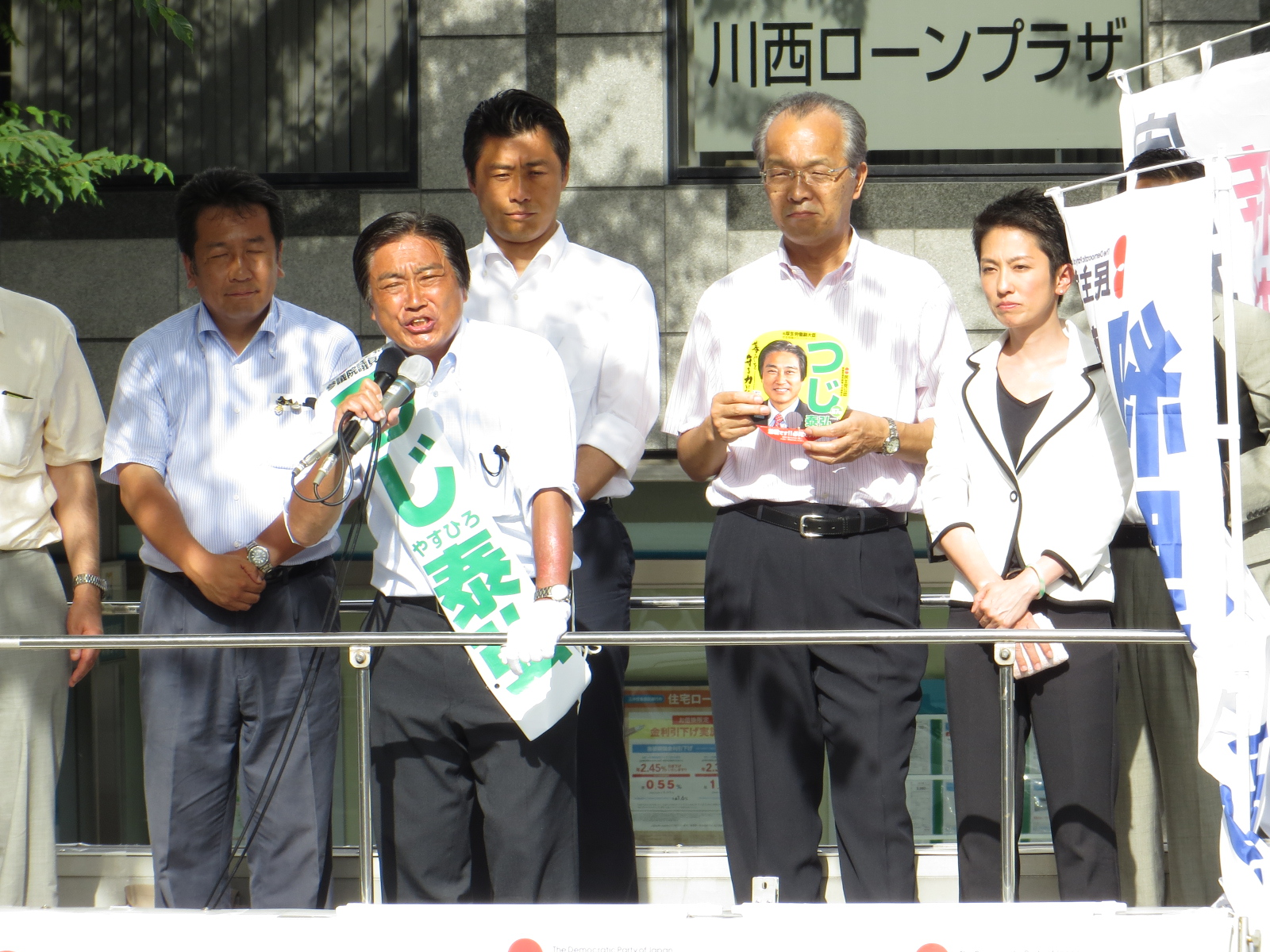
2013年7月15日、細野豪志、蓮舫と共に辻泰弘の応援演説に参加する枝野

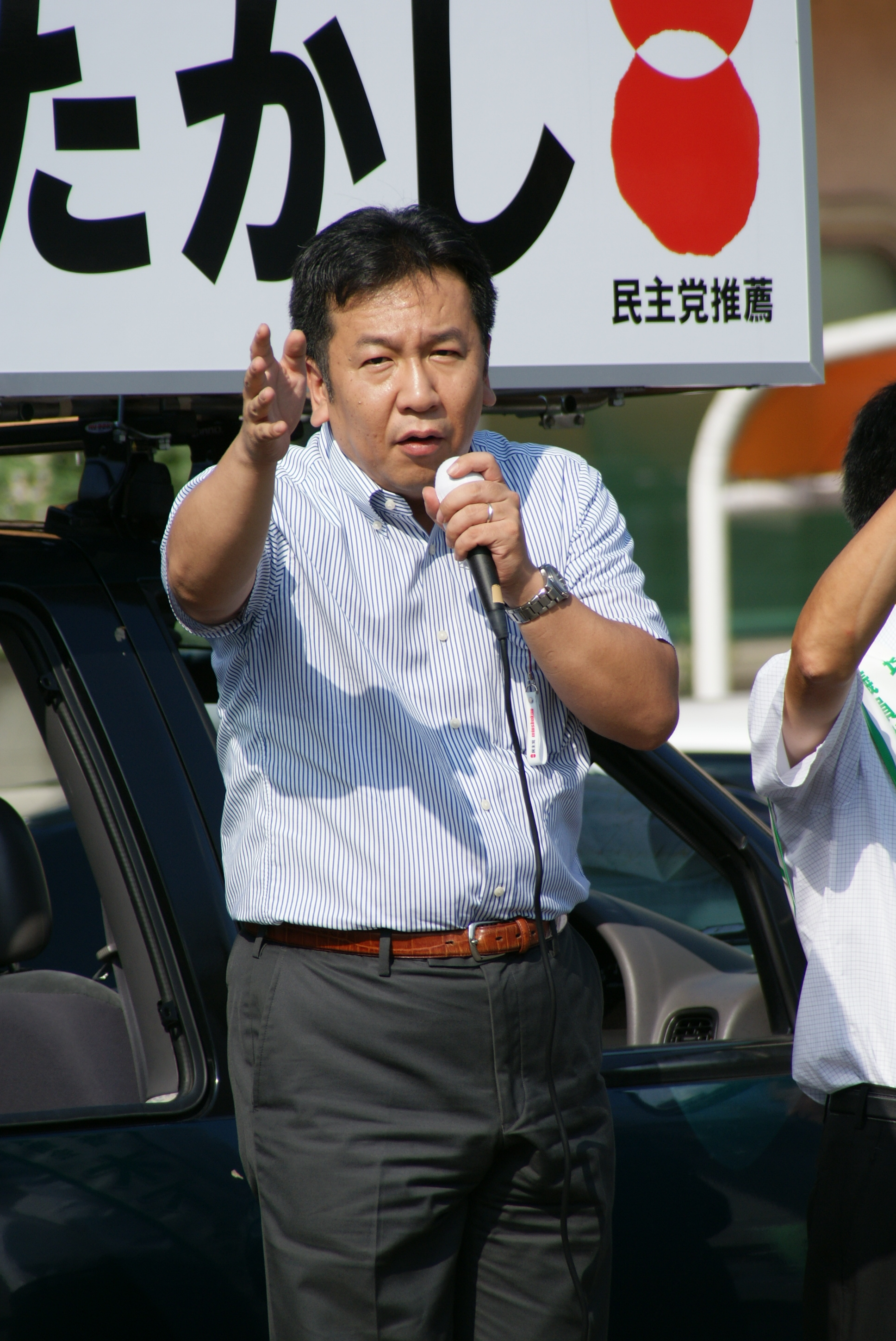
2010年9月10日、埼玉県坂戸市にて

### 旧統一教会との関係
ジャーナリストの鈴木エイトが作成した「旧統一教会関連団体と関係があった現職国会議員168人」によれば、旧統一教会関連団体との関係について、2006年に教団系メディアの『世界日報』に座談記事が掲載されていたとされる。立憲民主党もこれを認めている。

### その他
- 自らの性格を「頑固で短気」と分析している[7]。
- 尊敬する政治家は「権力とか権威とかに媚びない人」として、斎藤隆夫と尾崎行雄（尾崎顎堂）の名前を挙げている[254]。両者は戦時体制下の日本で行われた第21回衆議院議員総選挙、通称「翼賛選挙」において、大政翼賛会には与せず、非推薦・無所属で立候補し、当選した議員である。斎藤隆夫は、大正期には普通選挙法の実現に尽力し、昭和初期には立憲民政党から議会中心主義の徹底に尽力、1936年衆議院本会議での「粛軍演説」、そして1940年衆議院本会議での「反軍演説」など言論によって軍部・ファシズムに抵抗した末、衆議院を除名（言論弾圧）された経験を持つ。尾崎行雄は、立憲政友会などに所属して議会政治の確立と憲政擁護運動に尽力した、当選回数・議員勤続年数・最高齢議員記録を持つ衆議院の名誉議員であり、「憲政の神様」とも呼ばれる。
- 家族は妻の和子（元・日本航空国際線客室乗務員）と2男（双子）。1998年10月に結婚した。選択的夫婦別姓を認める民法改正案の提案者であり、事実婚にするのでは？と注目されていたが「彼女が法律婚を望んだ」ため、婚姻届提出に至った[255]。両家の共通の知人の紹介で、4月に半ばお見合いの形で引き合わされ、7月に結婚を決めたという[256]。「枝野家のひみつ ―福耳夫人の20年―」を2019年に光文社から上梓している。
- 不妊であったため、2002年から妻と伴に不妊治療を始め、4年後の2006年7月に、双子の男児を授かった苦労を味わっている[257]。
- 妹は枝野の政策秘書を2022年現在務めている[258]。
- 血液型はB型[259]。趣味はカラオケ[259] で、得意なカラオケの歌は和田アキ子の「あの鐘を鳴らすのはあなた」[260]、愛唱曲は欅坂46の「不協和音」[261]。睡眠時間は6時間[259]。（この縁もあり、欅坂46の冠番組だった「欅って、書けない?」にもVTRメッセージで出演した経験がある。）。見る将[262]。
- 北関東で生まれ育ったが、阪神タイガースのファン[263]。
- サッカーでは、地元である大宮をホームタウンとする大宮アルディージャを応援しており、アルディージャ後援会の個人会員にも名前を連ねる[264]。シーズン開幕前に行われる選手激励会にも、激務の合間を縫って度々出席している[265][266]。
- 喫煙者である[267]。
  - 超党派の愛煙家国会議員からなる議員連盟「もくもく会」に所属している[268]。
  - 改正健康増進法が全面施行された2020年4月以降も禁止されている衆院議員会館事務所内での喫煙を続けていた。これに関して枝野は「制度を明確に認識し、厳格に運用する認識が甘かった」と反省する一方で「おそらく（事務所内で喫煙する）議員が多く、徹底されていなかった側面が間違いなくある」と述べ、暗に自分以外にも議員会館事務所内で喫煙している議員がいることを示唆した[269]。
- 強い近視のため、ソフトコンタクトレンズを愛用している。稀に眼鏡姿で登場することもある[270]。
- ダカーポ誌の「我が生涯最高の1冊」に塩野七生著『ローマ人の物語』を挙げている[271]。
- 2002年に、山本一太・福山哲郎・水野賢一とともに、雑誌上に政治資金の全体像や陳情への対応を詳細に公開した[272]。
- 東北地方太平洋沖地震の発生に際しては、内閣官房長官として連日記者会見を行った。Twitterには枝野の体調を気遣い、睡眠をとるよう促すコメントが多く投稿され、それらのコメントにハッシュタグ「#edano_nero」を附与する動きが広まった[273][274][275][276]。一連の動きは『ウォールストリート・ジャーナル』や『ガーディアン』にも紹介され[274][275]、この記事を読んだ作家のウィリアム・ギブスンは「Edano, sleep」[277] とTwitterでコメントした。一部では105時間寝ずに働いたとも囁かれ、デイリー・テレグラフの報道では、アメリカの人気ドラマ『24 -TWENTY FOUR-』に準えて「政界のジャック・バウアー」と報じられた[278]。インターネットではその様子を指して枝るという言葉も生まれた[279]。この「枝る」という言葉は、大修館書店が主催する「第6回『もっと明鏡』大賞 みんなで作ろう国語辞典!」で、最優秀作品賞10点の1つに選ばれた[280]。
- 福島第一原子力発電所事故後、一部インターネット上で、放射能を恐れて「家族をシンガポールに逃がした」とする悪質なデマが広がったが、記者会見で明確に否定している[281]。このデマを消すため、枝野の妻は、一時は日本国旅券を常時持ち歩いて、世界に渡航していないことを証明していた[282]。
- 政府の会見などで手話通訳者を帯同させるようにしたのは官房長官時代の枝野である[283]。この慣習は自民党政権に移った後も引き継がれている[283]。枝野は街頭演説でも手話通訳者を帯同させており、のちに他党も追随している[283]。
- アイドル好き（厳密にいうとアイドルソングが好き）である。自分のカラオケの持ち歌を増やすため曲を覚えていると話している[284]。立憲民主党代表時には定例会見で、アイドルについて語ることもあった[285][286]。
  - 立憲民主党結成前の2017年10月1日、民進党本部を離れた後、「1人カラオケに行きたいよ。（欅坂46の）『不協和音』を歌うんだ」と周囲に漏らしていたと産経新聞が報じた。また、10月2日の報道ステーションでは、枝野へ「（「不協和音」の）1番好きな歌詞」を問うインタビューシーンが放送され、枝野は「"一度妥協したら死んだも同然"」と答えていた[287][288]。後に枝野は「エレベーターの中で記者に取り囲まれたときに、何にも考えないまま独り言として自然に出た。本当にただ歌いたかったので。歌詞とのリンクは何も考えなかった。でも、すぐに気付いて政治的に使われてしまうなとは思った。やはり一部の記者は反応して。だからあれから歌いにくくなっちゃった」と話している[284]。
- 聖学院大学総合研究所で客員教授として、務めていた。

## 評価
- 菅直人は、1998年に出版した著書の中で、1996年に厚生大臣として関わった薬害エイズ事件の解明で、同じく新党さきがけ所属議員として枝野と協力したことについての記述で、「彼は一年生議員だったが、弁護士出身ということもあり法律にも詳しく、それまでも政策マンとして活躍していた」と評していた[289]。菅と枝野は、新党さきがけ以降では同じ政党に所属してきた。枝野は、長年にわたり菅の側近議員であり、菅直人内閣 (第2次改造)で枝野は内閣官房長官を務めた。
- インターネット上では「えだのん」と呼ばれている。紀伊民報の報道によれば、枝野は愚問に対しても小ばかにした態度はとらず、外国のメディアからは「嘘は言わない」と評価されている一方で、「情報の全部は出さない」とも評されている[290]。
- 旧・立憲民主党代表時には党の理念の一つとして「ボトムアップ」を掲げていたがその党運営を党内の若手や旧・国民民主党議員から「独裁」と批判された[291][292]。一方でそれをリーダーシップとして評価する声もある。

## 所属団体・議員連盟
- ラーの会
- チベット問題を考える議員連盟（名誉顧問）
- 恒久平和のために真相究明法の成立を目指す議員連盟
- もくもく会[268]

## 選挙歴
| 当落 | 選挙                   | 執行日         | 年齢 | 選挙区                | 政党         | 得票数     | 得票率 | 定数 | 得票順位 /候補者数 | 政党内比例順位 /政党当選者数 |
| ---- | ---------------------- | -------------- | ---- | --------------------- | ------------ | ---------- | ------ | ---- | ------------------ | ---------------------------- |
| 当   | 第40回衆議院議員総選挙 | 1993年07月18日 | 29   | 旧埼玉5区             | 日本新党     | 9万6926票  | 16.11% | 4    | 2/10               | /                            |
| 比当 | 第41回衆議院議員総選挙 | 1996年10月20日 | 32   | 比例北関東（埼玉5区） | 旧民主党     | 5万1425票  | 25.17% | 21   | 3/5                | 1/4                          |
| 当   | 第42回衆議院議員総選挙 | 2000年06月25日 | 36   | 埼玉5区               | 民主党       | 10万6711票 | 45.52% | 1    | 1/4                | /                            |
| 当   | 第43回衆議院議員総選挙 | 2003年11月09日 | 39   | 埼玉5区               | 民主党       | 9万5626票  | 56.41% | 1    | 1/3                | /                            |
| 当   | 第44回衆議院議員総選挙 | 2005年09月11日 | 41   | 埼玉5区               | 民主党       | 10万3014票 | 48.68% | 1    | 1/3                | /                            |
| 当   | 第45回衆議院議員総選挙 | 2009年08月30日 | 45   | 埼玉5区               | 民主党       | 13万920票  | 59.15% | 1    | 1/3                | /                            |
| 当   | 第46回衆議院議員総選挙 | 2012年12月16日 | 48   | 埼玉5区               | 民主党       | 9万3585票  | 45.37% | 1    | 1/4                | /                            |
| 当   | 第47回衆議院議員総選挙 | 2014年12月14日 | 50   | 埼玉5区               | 民主党       | 9万30票    | 46.09% | 1    | 1/3                | /                            |
| 当   | 第48回衆議院議員総選挙 | 2017年10月22日 | 53   | 埼玉5区               | 旧立憲民主党 | 11万9091票 | 57.40% | 1    | 1/3                | /                            |
| 当   | 第49回衆議院議員総選挙 | 2021年10月31日 | 57   | 埼玉5区               | 立憲民主党   | 11万3615票 | 51.38% | 1    | 1/2                | /                            |
| 当   | 第50回衆議院議員総選挙 | 2024年10月27日 | 60   | 埼玉5区               | 立憲民主党   | 10万7778票 | 50.98% | 1    | 1/4                | /                            |

## テレビ出演
- 日経スペシャル カンブリア宮殿 次のリーダーたちに聞く！ 政治は変われるか？（2010年5月31日、テレビ東京）[293]

## 書籍

### 著書
- 『それでも政治は変えられる 市民派若手議員の奮戦記』（1998年5月1日、マネジメント伸社）214頁 ISBN 978-4837803935
- 『「事業仕分け」の力』（2010年4月16日、集英社新書）208頁 ISBN 978-4087205404
- 『ジャーナリズム・権力・世論を問う』（著者：加藤紘一 奥平康弘 斎藤貴男 若宮啓文 枝野幸男）（2010年9月26日、新泉社）ISBN 9784787710154
- 『枝野幸男学生に語る 希望の芽はある』（2012年2月16日、聖学院大学出版会）ISBN 9784915832956
- 『叩かれても言わねばならないこと。 「脱近代化」と「負の再分配」』（2012年9月28日、東洋経済新報社）240頁 ISBN 978-4492212028
- 『枝野ビジョン　支え合う日本』（2021年5月20日、文藝春秋 文春新書）256頁 ISBN 978-4166613144

### 関連書籍
- 『枝野幸男の真価』（著者：毎日新聞取材班）（2018年3月20日、毎日新聞出版）ISBN 9784620325132
- 『緊急出版!枝野幸男、魂の3時間大演説 安倍政権が不信任に足る7つの理由』（編者：ハーバービジネスオンライン編集部）（2018年8月9日、扶桑社）ISBN 9784594080631

## 演じた俳優
- 布施博 - 日本テレビ『1000年後に残したい…報道映像』（2011年12月23日放送）
- 菅原大吉 - 映画『太陽の蓋』（2016年7月16日公開）
- 井上肇 - NETFLIXオリジナル『THE DAYS』（2023年6月1日公開）※役名は「官房長官」。